# Impuesto sobre Vehículos de Tracción Mecánica
El Impuesto sobre Vehículos de Tracción Mecánica (IVTM), también conocido como Viñeta, Sello  en algunos lugares, es un impuesto directo, real, periódico y de cuota fija de España regulado en los artículos 92 a 99 del RDL 2/2004, de 5 de marzo (Ley Reguladora de las Haciendas Locales). Es de titularidad municipal, obligatorio y cuya gestión corresponde enteramente a los ayuntamientos.
Es un impuesto que grava la titularidad de los vehículos de tracción mecánica aptos para circular por las vías públicas; pero no la circulación de los vehículos en sí misma, incompatible con la legislación europea. Como impuesto, el abono del IVTM no otorga contraprestación ni derechos sobre la vía, y no debe confundirse con una posible tasa por la circulación de vehículos (en negociaciones a febrero de 2024 a través del proyecto de Ley de Movilidad Sostenible) cuyo abono sí permitiría usar determinadas vías urbanas.

## Regulación
La regulación de este impuesto se encuentra en el Texto Refundido de la Ley reguladora de las Haciendas Locales (Real Decreto Legislativo 2/2004 de 5 de marzo).
La regulación que precede a este impuesto se dio a través del Municipal sobre Circulación de Vehículos (IMCV) de 1967. Este impuesto sí gravaba el circular por las vías públicas, pero resultaba incompatible con el marco legal de la normativa europea.

## Hecho imponible
El hecho imponible grava la titularidad de vehículos de tracción mecánica aptos para circular por la vía pública, con independencia de su clase y categoría.
Se consideran aptos para la circulación los vehículos que se hayan matriculado en los registros públicos correspondientes, mientras no causen baja. Sin embargo, no están sujetos al impuesto los vehículos conocidos como "de colección o de época".

## Sujetos pasivos
Los sujetos pasivos son las personas físicas o jurídicas o entes sin personalidad a cuyo nombre conste el vehículo en el permiso de circulación.

## Cuota tributaria
La cuota tributaria se exige de acuerdo con un cuadro de tarifas. El cuadro asigna a cada tipo de vehículo una cantidad mínima a pagar en función de alguno de los siguientes factores: la potencia fiscal del vehículo, el número de plazas, la capacidad de carga y la cilindrada.
Las clases de vehículo que se distinguen son: (entre paréntesis figura el elemento que se utiliza para modular el gravamen):
- Turismos (potencia fiscal)
- Autobuses (plazas disponibles)
- Camiones (carga útil)
- Tractores (potencia fiscal)
- Remolques y semirremolques (carga útil)
- Ciclomotores y motocicletas (cilindrada)

### Incremento de las cuotas
Los ayuntamientos pueden incrementar las cuotas establecidas en la tabla antes mencionada con un coeficiente máximo de 2, independientemente de la población del municipio, según establece el artículo 95.4 de la Ley reguladora de las Haciendas Locales.

## Bonificaciones
A las cuotas tributarias exaccionadas en Ceuta y Melilla se les aplica una bonificación del 50%.
Por otro lado, se atribuye a los ayuntamientos la posibilidad de regular en sus ordenanzas fiscales una bonificación de:
1. Hasta el 75% de la cuota del impuesto en función de:
  1. la clase de carburante que consuma el vehículo y a la incidencia de la combustión de dicho carburante en el medio ambiente.
  2. las características de los motores de los vehículos y su incidencia en el medio ambiente.
2. Hasta el 100% de la cuota del impuesto para vehículos históricos o aquellos con antigüedad mínima de 25 años.

## Periodo impositivo y devengo
El periodo impositivo coincide con el año natural. El impuesto se devenga el primer día del año.

## Gestión del impuesto
La gestión corresponde al ayuntamiento del domicilio que conste en el permiso de circulación del vehículo.

## La Ley
Real Decreto Legislativo 2/2004, de 5 de marzo, por el que se aprueba el texto refundido de la Ley Reguladora de las Haciendas Locales.
Subsección IV. Impuesto sobre Vehículos de Tracción Mecánica. 
Artículo 92. Naturaleza y hecho imponible.
1. El Impuesto sobre Vehículos de Tracción Mecánica es un tributo directo que grava la titularidad de los vehículos de esta naturaleza, aptos para circular por las vías públicas, cualesquiera que sean su clase y categoría.
2. Se considera vehículo apto para la circulación el que hubiera sido matriculado en los registros públicos correspondientes y mientras no haya causado baja en estos. A los efectos de este impuesto también se considerarán aptos los vehículos provistos de permisos temporales y matrícula turística.
3. No están sujetos a este impuesto:
a. Los vehículos que habiendo sido dados de baja en los Registros por antigüedad de su modelo, puedan ser autorizados para circular excepcionalmente con ocasión de exhibiciones, certámenes o carreras limitadas a los de esta naturaleza.
b. Los remolques y semirremolques arrastrados por vehículos de tracción mecánica cuya carga útil no sea superior a 750 kilogramos.
Artículo 93. Exenciones.
1. Estarán exentos del impuesto:
1. Los vehículos oficiales del Estado, comunidades autónomas y entidades locales adscritos a la defensa nacional o a la seguridad ciudadana.
2. Los vehículos de representaciones diplomáticas, oficinas consulares, agentes diplomáticos y funcionarios consulares de carrera acreditados en España, que sean súbditos de los respectivos países, externamente identificados y a condición de reciprocidad en su extensión y grado.

Asimismo, los vehículos de los organismos internacionales con sede u oficina en España y de sus funcionarios o miembros con estatuto diplomático.
1. Los vehículos respecto de los cuales así se derive de lo dispuesto en tratados o convenios internacionales.
2. Las ambulancias y vehículos directamente destinados a la asistencia sanitaria o al traslado de heridos o enfermos.
3. Los vehículos para personas de movilidad reducida a que se refiere el apartado A del anexo II del Reglamento General de Vehículos, aprobado por el Real Decreto 2822/1998, de 23 de diciembre. Asimismo, están exentos los vehículos matriculados a nombre de minusválidos para su uso exclusivo. Esta exención se aplicará en tanto se mantengan dichas circunstancias, tanto a los vehículos conducidos por personas con discapacidad como a los destinados a su transporte.

Las exenciones previstas en los dos párrafos anteriores no resultarán aplicables a los sujetos pasivos beneficiarios de ellas por más de un vehículo simultáneamente.
A efectos de lo dispuesto en este párrafo, se considerarán personas con minusvalía quienes tengan esta condición legal en grado igual o superior al 33 %.
1. Los autobuses, microbuses y demás vehículos destinados o adscritos al servicio de transporte público urbano, siempre que tengan una capacidad que exceda de nueve plazas, incluida la del conductor.
2. Los tractores, remolques, semirremolques y maquinaria provistos de Cartilla de Inspección Agrícola.

2. Para poder aplicar las exenciones a que se refieren los párrafos e y g del apartado 1 de este artículo, los interesados deberán instar su concesión indicando las características del vehículo, su matrícula y la causa del beneficio. Declarada la exención por la Administración municipal, se expedirá un documento que acredite su concesión.
En relación con la exención prevista en el segundo párrafo del párrafo e del apartado 1 anterior, el interesado deberá aportar el certificado de la minusvalía emitido por el órgano competente y justificar el destino del vehículo ante el ayuntamiento de la imposición, en los términos que este establezca en la correspondiente ordenanza fiscal.
Artículo 94. Sujetos pasivos.
Son sujetos pasivos de este impuesto las personas físicas o jurídicas y las entidades a que se refiere el artículo 35.4 de la Ley 58/2003, de 17 de diciembre, General Tributaria, a cuyo nombre conste el vehículo en el permiso de circulación.
Artículo 95. Cuota.
1. El Impuesto se exigirá con arreglo al siguiente cuadro de tarifas anuales:

Potencia y clase de vehículo Cuota (en €)

A) Turismos: 
- De menos de ocho caballos fiscales 12,62
- De 8 hasta 11,99 caballos fiscales 34,08
- De 12 hasta 15,99 caballos fiscales 71,94
- De 16 hasta 19,99 caballos fiscales 89,61
- De 20 caballos fiscales en adelante 112,00

B) Autobuses: 
- De menos de 21 plazas 83,30
- De 21 a 50 plazas 118,64
- De más de 50 plazas 148,30

C) Camiones: 
- De menos de 1.000 kilogramos de carga útil 42,28
- De 1.000 a 2.999 kilogramos de carga útil 83,30
- De más de 2.999 a 9.999 kilogramos de carga útil 118,64
- De más de 9.999 kilogramos de carga útil 148,30

D) Tractores: 
- De menos de 16 caballos fiscales 17,67
- De 16 a 25 caballos fiscales 27,77
- De más de 25 caballos fiscales 83,30

E) Remolques y semirremolques arrastrados por vehículos de tracción mecánica: 
- De menos de 1.000 y más de 750 kilogramos de carga útil 17,67
- De 1.000 a 2.999 kilogramos de carga útil 27,77
- De más de 2.999 kilogramos de carga útil 83,30

F) Vehículos: 
- Ciclomotores 4,42
- Motocicletas hasta 125 centímetros cúbicos 4,42
- Motocicletas de más de 125 hasta 250 centímetros cúbicos 7,57
- Motocicletas de más de 250 hasta 500 centímetros cúbicos 15,15
- Motocicletas de más de 500 hasta 1.000 centímetros cúbicos 30,29
- Motocicletas de más de 1.000 centímetros cúbicos 60,58

2. El cuadro de cuotas podrá ser modificado por la Ley de Presupuestos Generales del Estado.
3. Reglamentaria/ se determinará el concepto de las diversas clases de vehículos y las reglas para la aplicación de tarifas.
4. Los ayuntamientos podrán incrementar las cuotas fijadas en el apartado 1 de este artículo mediante la aplicación sobre ellas de un coeficiente, el cual no podrá ser superior a 2 (es decir el doble). Los ayuntamientos podrán fijar un coeficiente para cada una de las clases de vehículos previstas en el cuadro de tarifas recogido en el apartado 1 de este artículo, el cual podrá ser, a su vez, diferente para cada uno de los tramos fijados en cada clase de vehículo, sin exceder en ningún caso el límite máximo fijado en el párrafo anterior
5. En el caso de que los ayuntamientos no hagan uso de la facultad a que se refiere el apartado anterior, el impuesto se exigirá con arreglo a las cuotas del cuadro de tarifas.
6. Las ordenanzas fiscales podrán regular, sobre la cuota del impuesto, incrementada o no por la aplicación del coeficiente, las siguientes bonificaciones:
1. Una bonificación de hasta el 75 % en función de la clase de carburante que consuma el vehículo, en razón a la incidencia de la combustión de dicho carburante en el medio ambiente.
2. Una bonificación de hasta el 75 % en función de las características de los motores de los vehículos y su incidencia en el medio ambiente.
3. Una bonificación de hasta el 100 % para los vehículos históricos o aquellos que tengan una antigüedad mínima de veinticinco años, contados a partir de la fecha de su fabricación o, si ésta no se conociera, tomando como tal la de su primera matriculación o, en su defecto, la fecha en que el correspondiente tipo o variante se dejó de fabricar.

La regulación de los restantes aspectos sustantivos y formales de las bonificaciones a que se refieren los párrafos anteriores se establecerá en la ordenanza fiscal.
Artículo 96. Período impositivo y devengo.
1. El período impositivo coincide con el año natural, salvo en el caso de primera adquisición de los vehículos.
En este caso el período impositivo comenzará el día en que se produzca dicha adquisición.
2. El impuesto se devenga el primer día del período impositivo.
3. El importe de la cuota del impuesto se prorrateará por trimestres naturales en los casos de primera adquisición o baja definitiva del vehículo. También procederá el prorrateo de la cuota en los mismos términos en los supuestos de baja temporal por sustracción o robo de vehículo, y ello desde el momento en que se produzca dicha baja temporal en el Registro público correspondiente.
Artículo 97. Gestión tributaria del impuesto.
La gestión, liquidación, inspección y recaudación, así como la revisión de los actos dictados en vía de gestión tributaria corresponde al ayuntamiento del domicilio que conste en el permiso de circulación del vehículo.
Artículo 98. Autoliquidación.
1. Los ayuntamientos podrán exigir este impuesto en régimen de autoliquidación.
2. En las respectivas ordenanzas fiscales los ayuntamientos dispondrán la clase de instrumento acreditativo del pago del impuesto.
Artículo 99. Justificación del pago del impuesto. Redacción según Ley 36/2006, de 29 de noviembre.
1. Quienes soliciten ante la Jefatura Provincial de Tráfico la matriculación o la certificación de aptitud para circular de un vehículo, deberán acreditar previamente el pago del impuesto.
2. Las Jefaturas Provinciales de Tráfico no tramitarán el cambio de titularidad administrativa de un vehículo en tanto su titular registral no haya acreditado el pago del impuesto correspondiente al período impositivo del año anterior a aquel en que se realiza el trámite.
3. A efectos de la acreditación anterior, los Ayuntamientos o las entidades que ejerzan las funciones de recaudación por delegación, al finalizar el período voluntario, comunicarán informáticamente al Registro de Vehículos de la Dirección General de Tráfico el impago de la deuda correspondiente al período impositivo del año en curso. La inexistencia de anotaciones por impago en el Registro de Vehículos implicará, a los únicos efectos de realización del trámite, la acreditación anteriormente señalada.